# Графтон, Ричард

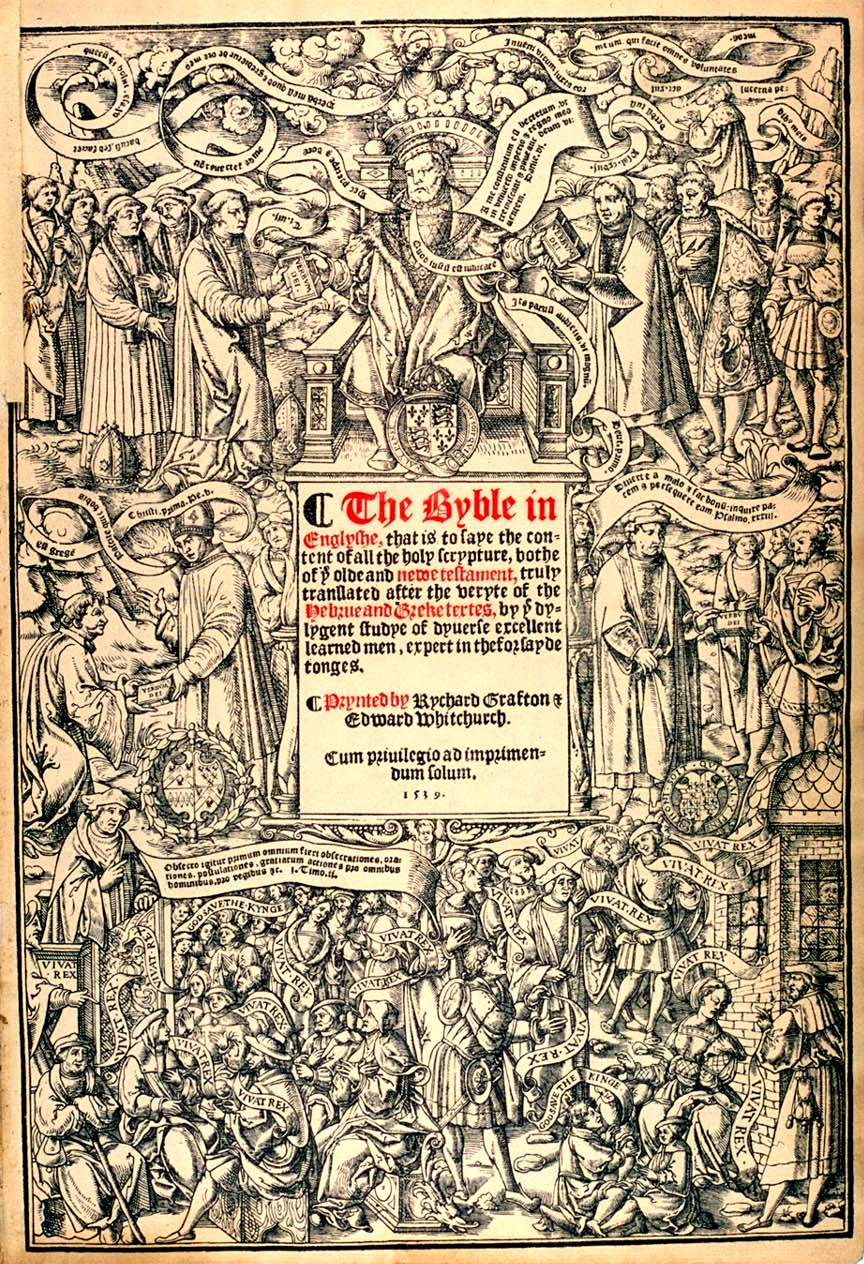
Титульный лист лондонского издания Большой Библии с именами Ричарда Графтона и Эдварда Уитчерча (1539)

Ричард Графтон (англ. Richard Grafton; род. около 1506/1507 или 1511 — 1572 или 1573) — английский издатель и хронист, член парламента и деятель Реформации, автор «Сокращения английских хроник» (англ. Abridgement of the Сhronicles of England, 1562)  и «Пространной хроники Англии» (англ. A Chronicle of England at Large, 1568).

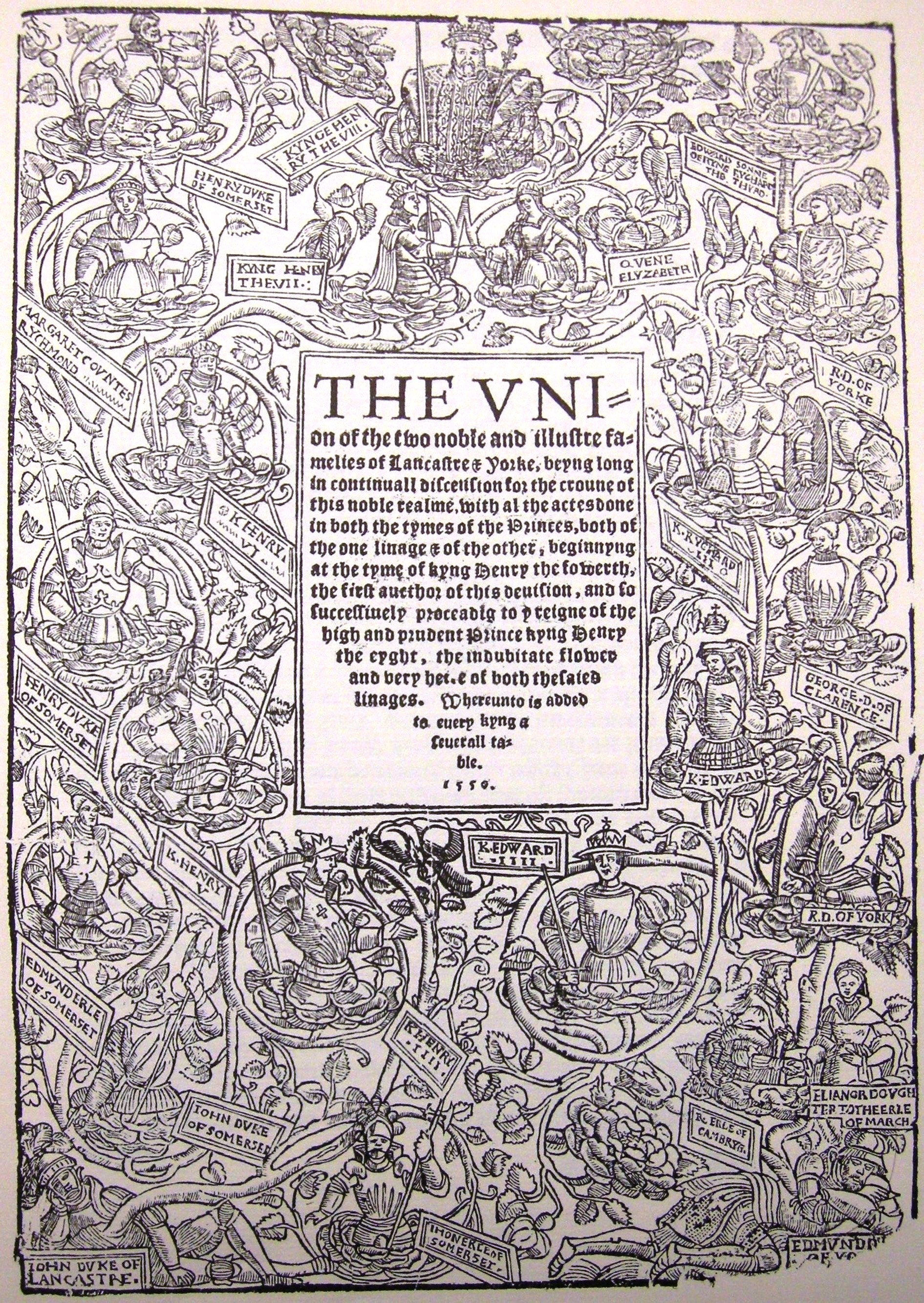
Титульный лист второго лондонского издания «Союза двух благородных и прославленных семейств Ланкастеров и Йорков» Эдварда Холла, иллюстрирующая генеалогию короля Генриха VIII

## Биография

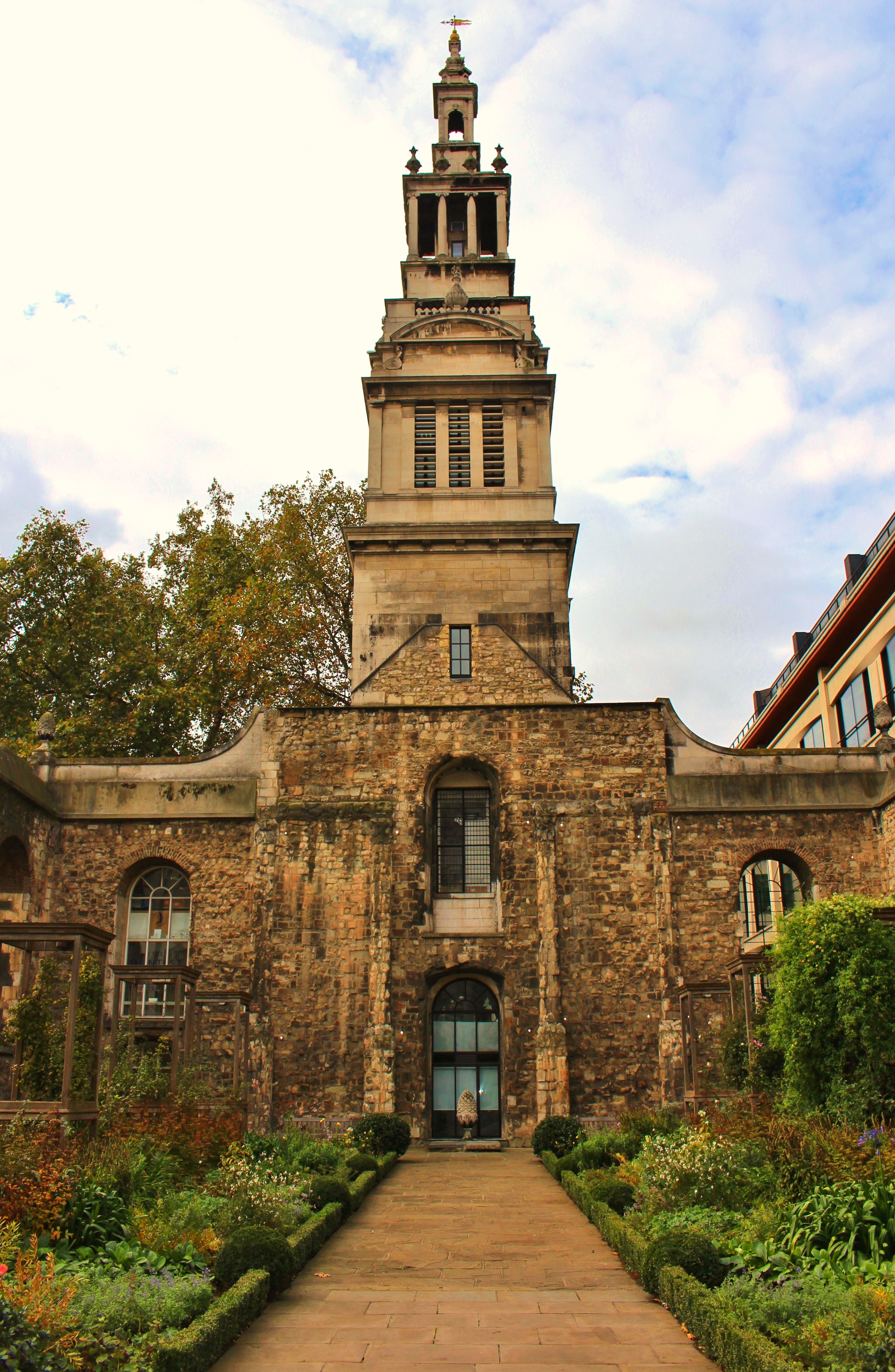
Церковь Крайст-Черч Грейфрайарс, Лондоне, XIV в.

Родился около 1506/1507 или 1511 года в Лондоне, в семье скорняка Николаса Графтона, выходца из Шрусбери (Шропшир). В 1526 году поступил в ученики к Джону Благгу, бакалейщику из Чипсайда, убеждённому протестанту, оказавшему влияние на его религиозные убеждения. В начале 1530-х годов открыл собственное дело, преуспев в торговле, и вскоре вступил в брак с Анной Кроум (ум. 1560), происходившей из Солсбери (Уилтшир). 16 декабря 1534 года стал членом Лондонской компании бакалейщиков. 

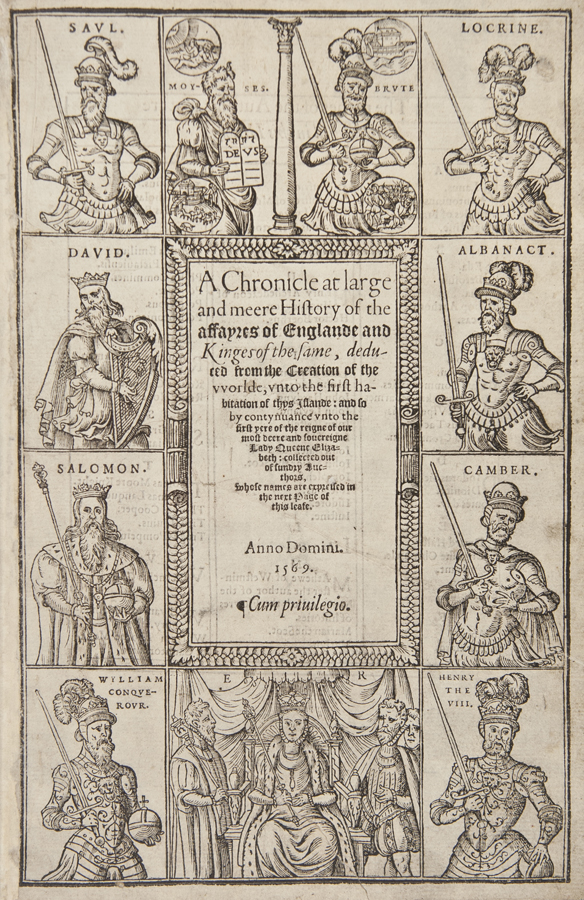
Титульный лист второго лондонского издания «Пространной хроники Англии» Ричарда Графтона (1569)

В 1537 году, познакомившись с лидерами английской реформации через своего друга Эдварда Уитчерча, члена Лондонской компании галантерейщиков, занялся издательским делом. В том же году вместе с Уитчерчем напечатал в Антверпене по указанию архиепископа Кентерберийского Томаса Кранмера исправленную версию Библии Ковердейла, получившую известность как «Библия Матфея». Подпись его под этим изданием выглядела ещё как «Ричард Графтон, бакалейщик» (англ. Richard Grafton, grocer). 13 августа 1537 года Графтон отправил один экземпляр книги Кранмеру, а 28 августа преподнёс шесть других в дар королевскому секретарю и главному викарию Томасу Кромвелю.
С 1538 года, под наблюдением Кранмера и Кромвеля, принимал участие в подготовке публикации первой официальной Библии на английском языке — т. н. «Большой Библии». Войдя в долю с Уитчерчем и другим лондонским галантерейщиком Энтони Марлером, напечатал большую часть тиража в типографии Франсуа Рено в Париже, по лицензии, купленной королём Генрихом VIII. Но после того как 13 декабря издание было внезапно остановлено французскими властями, а печатные прессы конфискованы, оба издателя были вынуждены бежать. В конце концов, Кромвель выкупил и прессы, и шрифт, после чего остатки тиража выпущены были апреле 1539 года уже в Лондоне.
Падение и казнь Кромвеля в июле 1540 года неблагоприятно отразились на карьере Графтона. Несмотря на то, что в следующем 1541 году он получил с Уитчерчем привилегию на издание не только англиканских литургических книг, но и латинских и английских букварей, а также светской литературы, выпустив в 1542 году дневник похода Карла V в Тунис (1535), «Орден Великого тюркского двора» (англ. The Order of the Great Turckes Court) и «Апофтегмы» Эразма Роттердамского (лат. Apophthegmatum opus), вскоре после этого он заключён был со своим коллегой во Флитскую тюрьму по обвинению в публикации «подстрекательского послания последователей Меланхтона» (англ. sedicious epistle of Melanctons) и баллад в защиту покойного Кромвеля.
Выйдя на свободу, в апреле 1543 года он вместе с семью другими печатниками, в том числе Уитчерчем, вновь отправлен был в тюрьму «за печатание тех книг, которые считаются незаконными» (англ. for printing such books as were thought to be unlawful), в частности, Большой Библии. Проведя в заключении шесть недель, он освобождён был под залог в размере 300 фунтов стерлингов, с обязательством впредь ни печатать, ни продавать библии до тех пор, пока король и духовенство не договорятся об их точном переводе. Летом 1543 года он напечатал в Лондоне хронику Джона Хардинга, посвятив свою публикацию герцогу Томасу Норфолку и дополнив рифмованный текст оригинала собственным прозаическим продолжением с начала правления Эдуарда IV до 1543 года.
В 1545 году Графтон назначен был Генрихом VIII королевским печатником и официальным издателем наследника престола принца Эдуарда, с 1547 году ставшего королём Эдуардом VI. Это дало ему привилегию первым публиковать практически все государственные законы и статуты. Занимая эту должность в течение шести лет, Графтон напечатал важных государственных документов, включая прокламацию о восшествии на престол вдовы короля Эдуарда леди Джейн Грей (англ. ), под которой проставлена была его подпись «печатника королевы» (лат. reginæ typographus).
В 1548 году последовало издание Графтоном исторического труда Эдварда Холла «Союз двух благородных и прославленных семейств Ланкастеров и Йорков» (англ. The Union of the Two Noble and Illustre Families of Lancastre and Yorke), посвящённого Войне Роз, правлению Генриха VII и первой половине царствования Генриха VIII и продолженного самим издателем с 1532 по 1547 год. В 1550 году он выпустил новое его издание, доведя изложение событий уже до 1549 года. Печатая хроники своих предшественников, Графтон положил этим начало своим историческим разысканиям, вылившимся позднее в создание собственных летописных сочинений. Не исключено, что именно Холл, отец которого в 1512—1513 годах был старшиной гильдии бакалейщиков и также имел шропширские корни, повлиял в этом отношении на своего правопреемника, не имевшего университетского образования и, вероятно, неважно знавшего латынь.
В 1549 и 1552 годах Графтон принял участие в подготовке двух первых изданий (1549 и 1552 гг.) «Книги общих молитв» (англ. The Book of Common Prayer) — сборника важнейших теологических документов англиканской церкви, публиковавшегося под редакцией вышеупомянутого Кранмера. Из числа прочих его книжных публикаций следует, прежде всего, назвать «Этику» Аристотеля (1547), «Дневник похода в Шотландию» (англ. Diary of the Expedition into Scotland) Уильяма Пэттена (1548), сборник «Церковных обрядов и церемоний, практикуемых Англиканской церковью» (англ. Rites and Ceremonies of the Churche: after the Use of the Churche of Englande, 1549), «Правило разума» (англ. Rule of Reason) Томаса Уилсона (1552), «Заповеди» Катона (1553), а также «Акты парламента» (англ. Actes of Parliament) за 1552 и 1553 годы.
Свержение фактически правившей страной в течение девяти дней леди Джейн 19 июля 1553 года католичкой Марией Тюдор и последовавшее вскоре падение Кранмера, привели к новому аресту Графтона и заключению его в тюрьму. Добровольно отказавшись от своего патента, Графтон был вскоре помилован, но королевским печатником назначен был вместо него Джон Кавуд, и тем самым карьера его в сфере официального издательского дела фактически была окончена. В тюрьме Графтон начал составлять собственные хроники Англии, но чтобы финансово поддержать свои дальнейшие публикации, вынужден был вновь заняться бакалейным делом. В 1555 и 1556 годах он занимал должность старшины Лондонской компании бакалейщиков.
Помимо печатного дела и исторических разысканий, Графтон являлся мастером ряда лондонских больниц, сыграв важную роль в их организации и обслуживании. Согласно предисловию Томаса Нортона к его хроникам, он всячески способствовал королю Генриху в его благотворительных делах, делая на это щедрые пожертвования. Ещё в 1540 году его типография располагалась на территории распущенного монастыря Серых братьев, т. е. францисканцев, ставшего госпиталем Христа. Под 1560 годом лондонский торговец-мемуарист Генри Мачин описывает Графтона как «главного мастера» этой больницы, и высказывалось предположение, что он сам проживал при ней. Его имя фигурирует также в записях больницы Святого Варфоломея, в 1553 году он был генеральным казначеем больниц благотворительного фонда короля Эдуарда, а в 1559—1560-х — мастером больницы в Брайдуэлле.
В 1561 году Графтон был одним из надзирателей за ремонтом собора Святого Павла. В 1554 и 1558 годах он избирался в Палату общин английского парламента от Лондона, а в 1563 году — от Ковентри. В феврале 1558 года он назначен был палатой в комиссию по рассмотрению претензий на привилегии сэра Уолтера Рэли (старшего), а месяц спустя сыграл решающую роль в спасении спорного законопроекта о новых налогах, предложив вместе с Эдвардом Роджерсом и Джорджем Сент-Полом приемлемую для обеих палат поправку. 
Умер Графтон в 1572 или 1573 году, вероятно, в конце апреля или начале мая, и был похоронен 14 мая в церкви Крайст-Черч-Грейфрайарс в Лондоне. Оставил четырёх сыновей и дочь Джоанну, вышедшую замуж за печатника Ричарда Тоттела. Его имущество и торговое дело унаследовал 16 мая того же года старший сын Эдуард, а третий сын Ричард упоминается под 1584 годом как преуспевающий адвокат.
Опубликованный в «Типографских древностях» Джозефа Эймса (1749) и перепечатанный Гербертом и Дибдином портрет Графтона, очевидно, не аутентичен. Присутствующий в большинстве изданных им книг герб представляет собой бочку с растущим из неё привитым фруктовым деревом, а девиз — «Suscipite insitum verbum Iaco» — является цитатой из соборного Послания Иакова.

## Сочинения
Находясь в 1553 году в тюрьме, Графтон начал там работу над своим «Сокращением английских хроник» (англ. Abridgement of the Сhronicles of England), которое было напечатано лишь в 1562 году в типографии его зятя Тоттела, с посвящением королевскому конюшему Роберту Дадли.
В основу этого труда, выдержавшего несколько переизданий (1563, 1564, 1570 и 1572 гг.), положена была масса источников, использовавшихся автором некритически, включая вышеназванные хроники Хардинга, Холла, а также сочинения Жана Фруассара, Роберта Фабиана, Полидора Вергилия, Кэкстоновское дополненное издание английского перевода «Всеобщей хроники» Ранульфа Хигдена (1482) и др. Помимо летописных сочинений, Графтон использовал некоторые литературные, в том числе английскую версию мнемонического стихотворения «Тридцать дней у сентября…» (англ. Thirty Days Hath September), латинский оригинал которого увидел свет в Лондоне ещё в 1488 году в сборнике поэм Анниана Александрийского (V в. н. э.).
В 1565 году Графтон дополнительно выпустил справочное «Руководство к хроникам Англии» (англ. Manuell of the Chronicles of England), а в 1568-м — значительно дополненную «Пространную хронику» (англ. A Chronicle of England at Large), в следующем году опубликованную вторым изданием. Предваряемая традиционным посвящением государственному секретарю Уильяму Сесилу, она охватывала события начиная с воцарения в 1189 году Ричарда Львиное Сердце, и кончая приходом в 1558 году к власти Елизаветы Тюдор. В дополнение к своим хроникам Графтон напечатал в 1571 году в типографии зятя «Краткий трактат, содержащий множество точных таблиц», в следующем году перевыпущенный вместе с составленным им лично календарём (в разделе «Сокращения»). Трактат переиздавался в 1576, 1579, 1582, 1592 и 1611 годах.
Издание хроник предпринято было Графтоном в рамках литературного соперничества со своим главным критиком, известным историком и архивистом Джоном Стоу, членом созданной в 1572 году Уильямом Кемденом «Коллегии сохранения отечественных древностей», выпустившим в 1565 году обстоятельное «Собрание английских хроник» (англ. Summarie of Englyshe Chronicles). Будучи, в отличие от Стоу, такого же, по сути, самоучки, не профессионалом, а любителем истории, Графтон умел угодить вкусам тогдашней публики, не столько заинтересованной в достоверной информации, сколько жаждавшей популярных мифов и сенсационных фактов. Вместе с тем, его компилятивные труды, рассчитанные, подобно другим популярным сочинениям своей эпохи, на непритязательных читателей вроде торговцев, ремесленников, сельских эсквайров и зажиточных йоменов, служили не только познавательным и образовательным, но и политико-пропагандистским целям, укореняя в общественном сознании идеи законности тюдоровской династии и необходимости религиозных реформ.
Ни одно из сочинений Графтона не претендовало на звание серьёзного исторического труда, поскольку их автор не занимался какой-либо критикой использованных источников. Вместе с тем, они содержат немало ценных бытовых подробностей, относящихся к правлению Генриха VIII, Эдуарда VI и Марии Тюдор, навроде красочного описания временного гостевого дворца, возведённого в 1520 году по приказу французского короля Франциска I близ замка Гин неподалёку от Кале для встречи с Генрихом на «Поле золотой парчи». В «Пространной хронике» Графтон первым сделал достоянием широкого читателя прозвище известного полководца Столетней войны «Чёрный принц», вероятно, заивствовав его из латинского историко-библиографического труда антиквария Джона Лиланда «Collectanea» (1533—1536). Заканчивая изложение событий восхвалением Елизаветы при её вступлении на престол (1558), он упускает описание последнего парламента, созванного королевой Марией, зато даёт подробный отчёт очевидца о приёме в 1554 году в парламенте кардинала Реджинальда Поула, невзирая на замалчивание факта отказа сэра Ральфа Бэгналла принять папское отпущение грехов.
Хроники Графтона практически сразу же после их опубликования подверглись серьёзной критике со стороны более авторитетных авторов, в первую очередь помянутого Стоу, который не только обнаружил в них хронологичекие и фактологические ошибки, различные пропуски и упущения, но и обвинил автора в открытом плагиате, вплоть до механического копирования собственных работ. Помимо этого, он упрекал Графтона в «намеренном искажении» хроник Джона Хардинга и Эдварда Холла, на что тот безапелляционно отвечал, что лишь переложил доступным языком некоторые неясные фразы.
Тем не менее, во второй половине XVI века исторические труды обеих авторов фактически конкурировали среди читателей, по популярности своей уступая лишь «Хроникам Холиншеда», став для них, вдобавок, одним из источников. В эпоху Просвещения все они были практически забыты, и лишь историкам XIX столетия удалось пробудить к ним не только исследовательский, но и общественный интерес.
Двухтомная научная публикация хроник Графтона увидела свет в 1809 году в Лондоне под редакцией историка, библиографа и антиквария Генри Эллиса, и в 2010-х годах выдержала несколько репринтных переизданий.

## Издания
- Grafton's chronicle: or, History of England. To which is added his table of the bailiffs, sherrifs, and mayors, of the city of London. From the year 1189 to 1558, inclusive. Edited by Henry Ellis. — Volumes I—II. — London: Printed for J. Johnson, 1809.